# Autonomie
Pour les articles homonymes, voir Autonomie (aéronautique) et Autonomie (biologie).
 (septembre 2012).
Si vous disposez d'ouvrages ou d'articles de référence ou si vous connaissez des sites web de qualité traitant du thème abordé ici, merci de compléter l'article en donnant les références utiles à sa vérifiabilité et en les liant à la section « Notes et références ».
L'autonomie est la capacité d'un objet, individu ou système à se gouverner soi-même, selon ses propres règles ; dans l'ordre matériel.

## Étymologie
D’origine grecque le mot se décompose en :
« autos » signifie le même, ce qui vient de soi et évoque les actions individuelles du sujet 
« nomos », règles établies par la société, lois.
Donc « Autonomos » : qui se régit par ses propres lois[réf. nécessaire].

## Philosophie
Selon Auguste Comte, l'autonomie de l'homme est atteinte lorsqu'il réussit à s'affranchir de l'influence des religions et de la métaphysique pour atteindre l'« état positif », dans un processus qu'il appelle loi des trois états. Le positivisme du XIXe siècle a permis à la sociologie de réorganiser la société en tenant compte de lois scientifiques.
Ivan Illich et Jean-Paul Berthelon ont, dans La convivialité (1973), inauguré la question de l'autonomie à travers les notions d'outils conviviaux et de simplicité volontaire : l'autonomie pourrait être une façon de vivre qui cherche à être moins dépendante de l’argent, de la vitesse et du système industriel, et moins gourmande des ressources de la planète.

## Technologie
Pour un appareil ou une machine, l’autonomie est la durée pendant laquelle elle peut fonctionner sur ses réserves et avec ses capacités propres, soit en utilisant ses propres sources d'énergie, soit en utilisant une énergie tirée de l'environnement naturel (énergie solaire), sans recours à des sources d’énergie externes (recharge sur le réseau électrique ou ravitaillement en carburant).

## Politique
En politique moderne, l’autonomie désigne l'autogouvernance d'un groupe ou d'une communauté et a pu prendre plusieurs sens :
- La théorie classique de la philosophie politique distingue surtout l'autonomie d’un pays dans une situation dans laquelle l'administration locale dispose de nombreux pouvoirs, en matière de culture, d’éducation, de développement économique, mais où elle dépend d’un autre pour certaines compétences, généralement les affaires étrangères, la défense et la monnaie. Voir autonomie territoriale et autodétermination.
- Dès 1881, Paul Lafargue remarque la polysémie du terme[2] : « Il y a autant d’autonomies que d'omelettes et de morales : omelette aux confitures, morale religieuse ; omelette aux fines herbes, morale aristocratique ; omelette au lard, morale commerciale ; omelette soufflée, morale radicale ou indépendante, etc. L'Autonomie, pas plus que la Liberté, la Justice, n'est un principe éternel, toujours identique à lui-même ; mais un phénomène historique variable suivant les milieux où il se manifeste. Parler d'établir l'autonomie sans tenir compte du milieu économique où elle doit être établie, comme le fait certain personnage, régicide en chambre et docteur en ignorance, qui traite les collectivistes et les communistes de sectaires, c'est démontrer qu'on n'a pas volé son titre ignorantin. Pour dépêtrer le mouvement ouvrier des phrases creuses avec lesquelles on essaie de l'embourgeoiser, nous allons examiner trois formes historiques d'autonomie : autonomie communale, autonomie municipale, autonomie des organismes industriels ».

- L’autonomie a pris un sens plus radical pour désigner un courant politique pratiquant l'action directe, c'est-à-dire une action politique en dehors des structures des partis politiques et des organisations syndicales reconnues par l'État. Le mouvement autonome contemporain est apparu en France dans les années 1960 dans la mouvance situationniste et dans les années 1970 en Italie. Les premiers groupes, marxistes, se réclament d'un vieux principe, celui de l’autonomie ouvrière des syndicalistes révolutionnaires (comme Georges Sorel) et de l'anarcho-syndicalisme du début du XXe siècle, reprise aussi sous le terme d’autonomie prolétarienne. L'autonomie se développe en France et en Allemagne à la faveur des premières crises sociales des années 1960. Le concept a été repris par la suite par des auteurs comme Hakim Bey (TAZ) ou pm (bolo bolo).
- Le mouvement autonome en France des années 1960 à 2019 dont n'est issu en partie qu'un groupe armé (Action directe) a, en revanche, beaucoup influencé les résistances nouvelles au capitalisme, au productivisme et au consumérisme (des « alter-mondialistes » non violents aux black blocs, en passant par les squatters) qui se réclament souvent d'une Autonomie mise à l'absolu.
- Cornelius Castoriadis est connu pour avoir élaboré et promu une démarche d'auto-émancipation autonome visant à rompre avec l'imaginaire social construit sur la croyance en des autorités extra-sociales : Dieu, État, etc. (hétéronomie).
- Les Communautés autonomes d'Espagne, sur lesquelles repose l'organisation territoriale décentralisée de l'État espagnol, sont également parfois nommées « autonomies ».
- Les régions autonomes italiennes, visées par les conditions particulières d'autonomie attribuées par l'article 16 de la constitution italienne, sont également parfois nommées « autonomies ».

## L'Europe et l'autonomie
La Charte impose le respect d'un minimum de droits qui constituent le premier socle européen de l'autonomie locale. En effet, les États s'engagent à respecter un certain nombre de principes fondamentaux pour lesquels aucune réserve n'est possible. Par exemple, le droit des citoyens de participer à la gestion des affaires publiques, ainsi que les droits principaux des collectivités à l'autonomie, aux élections des organes locaux, à des compétences, structures administratives et ressources financières propres, ou encore au recours juridictionnel en cas d'ingérence par d'autres niveaux. À travers ce mécanisme de « noyau dur », la Charte s'efforce de concilier la diversité des structures des collectivités locales dans les États membres du Conseil de l'Europe. L'objectif final reste cependant le respect de toutes les dispositions de la Charte.
Les États membres du Conseil de l'Europe, signataires du présent Protocole additionnel à la Charte européenne de l'autonomie locale (ci-après dénommée « la Charte », STE no 122), Considérant que le but du Conseil de l'Europe est de réaliser une union plus étroite entre ses membres afin de sauvegarder les idéaux et les principes qui sont leur patrimoine commun; Considérant que le droit de participer à la gestion des affaires publiques fait partie des principes démocratiques communs à tous les États membres du Conseil de l'Europe; et que l'évolution dans les États membres a montré l'importance primordiale de ce principe pour l'autonomie locale;  et qu'il serait d'accord que la Charte soit enrichie de dispositions qui garantissent le droit de participer aux affaires des collectivités locales. 

## Médecine: autonomie et dépendance
L'autonomie se définit en fonction de l'indépendance fonctionnelle. La définition de l’autonomie est la même pour tous. Que l’on soit une personne valide ou une personne en situation de handicap, et cela quel que soit le handicap.
La notion d'autonomie renvoie à celle de la dépendance. Les notions de « dépendance » et d'« autonomie » ne sont pas opposées car se complétant mutuellement.

### Autonomie et dignité
Le respect de l'autonomie du patient est souvent avancé comme un pilier fondamental dans les débats entourant la pratique de la recherche biomédicale.Cependant, des voix dissidentes soulignent que cet argument peut masquer des enjeux bien plus complexes et profonds. Alors que le consentement est considéré comme la clé pour appréhender les désirs d'un individu autonome, sa vérification se révèle complexe en raison de divers conditionnements et influences extérieures. Il est crucial de se demander dans quelle mesure le consentement peut réellement transformer la nature fondamentale d'un acte spécifique. L'autonomie, loin d'être une entité isolée, est étroitement liée à un contexte social et juridique, soumis à des normes régulatrices contraignantes.
Si on prend l'exemple de l'euthanasie, au-delà du simple aspect de l'autonomie du patient, la légalisation de l'euthanasie engendre un débat complexe et crucial qui dépasse les frontières conventionnelles des discussions sur les droits individuels. L'évaluation éthique de cette pratique doit être menée à la lumière de considérations plus vastes, soulignant les implications profondes d'un tel changement législatif sur les plans éthiques, sociaux, et juridiques.
La tension entre autonomie individuelle et dignité humaine, intensifiée par le débat sur l'euthanasie, soulève des dilemmes éthiques majeurs nécessitant une délibération sérieuse et un engagement envers des valeurs essentielles telles que le respect de la vie et de la dignité humaine. 

### Composants de l’autonomie
Le terme autonomie a la même signification que l’on parle d’une personne valide que d’une personne ayant un handicap ou une déficience. Cela sans différence de handicap. Afin d’établir la liste des items ainsi que le dictionnaire de données il est nécessaire de bien cerner l’autonomie et de tirer les éléments qui la composent. Pour cela, décomposons-la de la manière suivante : avant l’action, pendant l’action et après l’action.
Avant l’action, il est nécessaire que la personne en ait l’idée. Par idée, on entend le fait que la personne doit pouvoir penser seule à l’action qu’elle va ou qu’elle doit entreprendre. L’idée, va naître d’un ou de plusieurs besoins. Puis vient l’intention, qui est le fait de vouloir entreprendre cette action, et l’autodétermination qui est la volonté d’atteindre l’objectif menant à la réalisation de l’acte. La personne handicapée doit être capable d’anticiper face à la situation présente afin de pouvoir agir ou réagir dans les plus brefs délais, et de mettre en place les moyens nécessaires au bon fonctionnement de l’action qu’elle doit mener.
La personne doit faire preuve de savoir-faire lors de l’accomplissement de l’acte. C’est-à-dire qu’elle doit maîtriser les actions faisant partie de l’acte, et pouvoir remédier aux éventuelles situations difficiles. Lors de contacts avec des tiers, elle doit avoir un comportement adapté.
Lors du déroulement de l’action, la personne peut rencontrer certains problèmes et cela à différents niveaux: moteur, sensoriel, affectif et cérébral.

### Stabiliser ou augmenter l'autonomie
L'autonomie peut être, dans certains cas, stabilisée ou même renforcée avec un mode de vie.
- Renforcement mémoire ;
- Renforcement musculaire : les chutes sont la cause principale de fractures avec ou sans complications. Il est fortement recommandé de faire une activité physique régulière, même en institution. Dans les recommandations des bonnes pratiques en EHPAD, le ministère de la santé recommande plus de 30 minutes de marche trois jours par semaine[5]
- Renforcement social : sentir une place dans la société et un apport à celle-ci, est essentiel pour garder la motivation à « être bien ».
- Renforcement communication : Très lié au point antérieur, car la pratique de communiquer va toujours ensemble avec un rapport aux autres. Des solutions plus adaptées ergonomiquement aux personnes âgées commencent à apparaître, comme des téléphones fixes ou mobiles (Doro par exemple), des services via un mobile (Témo par exemple) ou un opérateur mobile destiné aux seniors, qui propose une combinaison de téléphones mobiles et de services adaptés (Bazile telecom).

## Biologie
Les formes vivantes étant des totalités dont le sens de l'autonomie  réside dans leur tendance à se réaliser comme telles au cours de leur confrontation avec leur milieu, elles peuvent être saisies dans une vision, jamais dans une division. Car diviser c'est, à la limite, et selon l'étymologie, faire le vide, et une forme, n'étant que comme un tout ne saurait être vidée de rien. La biologie, dit Goldstein, a affaire à des individus qui existent et tendent à exister, c'est-à-dire à réaliser leurs capacités du mieux possible dans un environnement donné.
L'autonomie par rapport au milieu (cf. Claude Bernard) est ce qui caractérise les êtres vivants et les distingue des machines.

## Sociologie
L'analyse sociologique et l'intervention sociale utilisent aussi beaucoup la notion d’autonomie pour définir dans un sens restreint l'aptitude d'une personne à s'intégrer de manière individuelle dans la société par opposition à la situation d'assistance de la part de tiers et des pouvoirs publics : autonomie des personnes âgées, des personnes en situation de handicap, des personnes en situation précaire, etc.
Les sociologues s’interrogent sur le degré d’autonomie des différents espaces sociaux, mais assez rarement sur l’autonomie dont bénéficie leur propre activité. En l’absence de réflexion le risque est grand de réduire la question de l’autonomie de la sociologie à des notions plus communes, comme la « neutralité », l’existence d’une déontologie, le principe du jugement des pairs.
Au point de vue de l'analyse sociale, le terme d'autonomie correspond à la capacité à s'auto-suffire dans le sens strict ou à pouvoir s'auto-gérer dans le sens courant. Ainsi, quand on parle d'autonomie pour une personne handicapée, on l'oppose à l'idée communément admise de dépendance. Une personne handicapée est dite autonome quand elle peut dépasser cette dépendance, « se débrouiller seule » sans devoir avoir systématiquement avoir besoin de l'aide d'autrui. Cela est également valable pour une personne valide, qu'elle soit dans une situation de handicap (stress, peine, douleur, solitude, dépression…) ou non. À la différence près que pour une personne valide, l'imaginaire collectif attribue automatiquement une autonomie et un droit à l'autonomie que l'on n'accorde pas à la personne handicapée. On ne met pas en avant l'autonomie d'une personne valide car « cela va de soi ».
La notion d'autonomie fait partie du vocabulaire usuel de la sociologie des biens symboliques, tout particulièrement quand elle prend pour objet les champs intellectuels, artistiques ou scientifiques. Supposant leur caractère relativement différencié, elle est couramment utilisée pour analyser leur processus historique de spécialisation, pour rendre compte de leurs dynamiques propres, et pour appréhender la manière dont leurs membres peuvent s'investir dans d'autres espaces.